# Хомора
Хомо́ра — річка в Україні, на південному сході Волині, в межах Хмельницької та Житомирської областей. Ліва притока Случі (басейн Прип'яті).

## Опис
Довжина 114 км. Площа водозбірного басейну 1 465 км². Похил річки 0,73 м/км. Долина коритоподібна, від витоку до селища Грицева широка і заболочена, а далі врізається у кристалічні породи і вужчає, стає місцями порожистою. Заплава двостороння, подекуди заболочена. Річище помірно звивисте, завширшки у верхів'ї 5—8 м, у нижній течії 20—25 м. Живлення мішане з переважанням снігового. Замерзає у грудні, скресає у березні. Середня витрата води 5,01 м³/с. На річці споруджено водосховища, численні ставки. Використовується на технічне водопостачання, ставкове рибництво.

## Основні притоки
Тернавка, Муховець, Білка (праві);
Поганка, Скрипівка, Хоморець, Дружня, Глибочок (ліві).
- Річка без назви[3] — ліва притока у Шепетівському районі Хмельницької області. Довжина річки 15 км. Площа басейну 65,7 км². Бере початок на північному сході від Мокіївців. Тече переважно на південний схід через Білопіль і в селище Гриців впадає у Хомору. Населені пункти вздовж берегової смуги: Саверці, Лотівка. Річку перетинає автомобільна дорога Н02.
  - Руда — права притока річки без назви.[4]. Довжина річки 12 км. Площа басейну 23,5 км². Бере початок на південному заході від с. Білопіль. Тече переважно на південний схід через с. Степ і на північному заході від смт Гриців впадає в річку без назви, ліву притоку Хомори[5].

- Річка без назви[6] — ліва притока в Шепетівському районі Хмельницької області. Довжина річки 13 км. Площа басейну 46,4 км². Бере початок на південному сході від Зубарів. Тече переважно на південний схід через Чотирбоки і між Вишневим і Коськівим впадає у Хомору. Населені пункти вздовж берегової смуги: Ленківці. Річку перетинають автомобільні дороги Н02, Н25.

- Лишня — ліва притока у Звягельському районі Житомирської області. Бере початок поблизу межі Хмельницької та Житомирської областей, на північно-східній стороні від села Лодзянівки. Тече переважно на південний схід і в селі Глибочок впадає в Хомору[7][8]. Довжина річки Лишня приблизно 1,47 [9]км, найкоротша відстань між витоком і гирлом — 1,44 км, коефіцієнт звивистості річки — 1,02.

## Розташування
Хомора бере початок в балці біля села Кузьминці. Тече переважно на північний схід територією Хмельницького та Шепетівського районів Хмельницької області та Звягельського району Житомирської області. Впадає у річку Случ поблизу села Марківка Житомирської області.

## Населені пункти
На річці розташовані: місто Полонне, селища Гриців, Понінка, Порцелянове, села Ліщани, Сульжин, Микулин, Новолабунь, Велика Березна, Новоселиця, Глибочок, Марківка, та інші. Хомора забезпечує водою Полонне й Понінку завдяки Гамарнянському водосховищу, що розташоване на ній.

## Фауна
У Хоморі та її притоках водяться короп, карась, плітка, в'язь, краснопірка, пічкур, лин, верховодка, лящ, в'юн, сом, окунь, щука, йорж. В ставки по річці запущені товстолобик та білий амур, однак у таких природних умовах ці види самостійно розмножуватись не можуть і існують тут лише за допомогою людини. Земноводних водно-болотного зооценозу Похомор'я представляють озерна жаба, жаба ставкова, жаба гостроморда, жаба трав'яна, кумка червоночерева, квакша, ропуха зелена, ропуха сіра, тритон звичайний, тритон гребінчастий. Плазуни рідкісні, представлені вужем звичайним, подекуди трапляються болотяна черепаха та водяний вуж. В нижній течії Хомори, на північ від Полонного, трапляються ящірка живородна і ящірка зелена. До фонових видів птаства відносяться чирянки — велика та мала, річкові качки (найчисельніший — крижень, лиска), чайки. В останні роки все частіше трапляється лебідь-шипун. З ряду лелекоподібних часті лелека білий, чапля сіра, бачили чепуру велику. Поблизу притоки Хомори Дружні, на території ландшафтного парку «Мальованка» гніздиться червонокнижний вид — лелека чорний. Весною та восени регулярні перелітні гуси, гоголі та ін. До характерних водних ссавців належать водяна полівка, кутора звичайна, ондатра, річкова видра. В нижній течії Хомори і приток зустрічаються бобри.

## Природоохоронні території
- На схід від центральної садиби с. Ліщани Сахновецької громади лежить гідрологічний заказник місцевого значення «Хоморські заплави» загальною площею 211,2 га.
- Гідрологічні заказники «Сахнівський» і «Сохужинецький».
- Геологічна пам'ятка природи місцевого значення «Хоморські граніти», що розташована в центрі селища Гриців.
- У місці впадіння річки Скрипівки в Хомору та в заплаві Хомори на південний захід від с. Велика Березна розміщений орнітологічний заказник місцевого значення «Великоберезнянський» площею 500 га.
- У місті Полонне в районі залізничного мосту прямо на річці розташована геологічна пам'ятка природи місцевого значення «Кордієрито-гранатові граніти».
- Нижче за течією, в межах селища Понінка, розташована «Завадська гора», комплексна пам'ятка природи місцевого значення.
- На правому березі Хомори розміщені Великоновоселицький парк та Полонський парк. Обидва — пам'ятки садово-паркового мистецтва загальнодержавного значення.
- По лівій притоці Хомори, Дружні, розташований регіональний ландшафтний парк «Мальованка».

## Історія

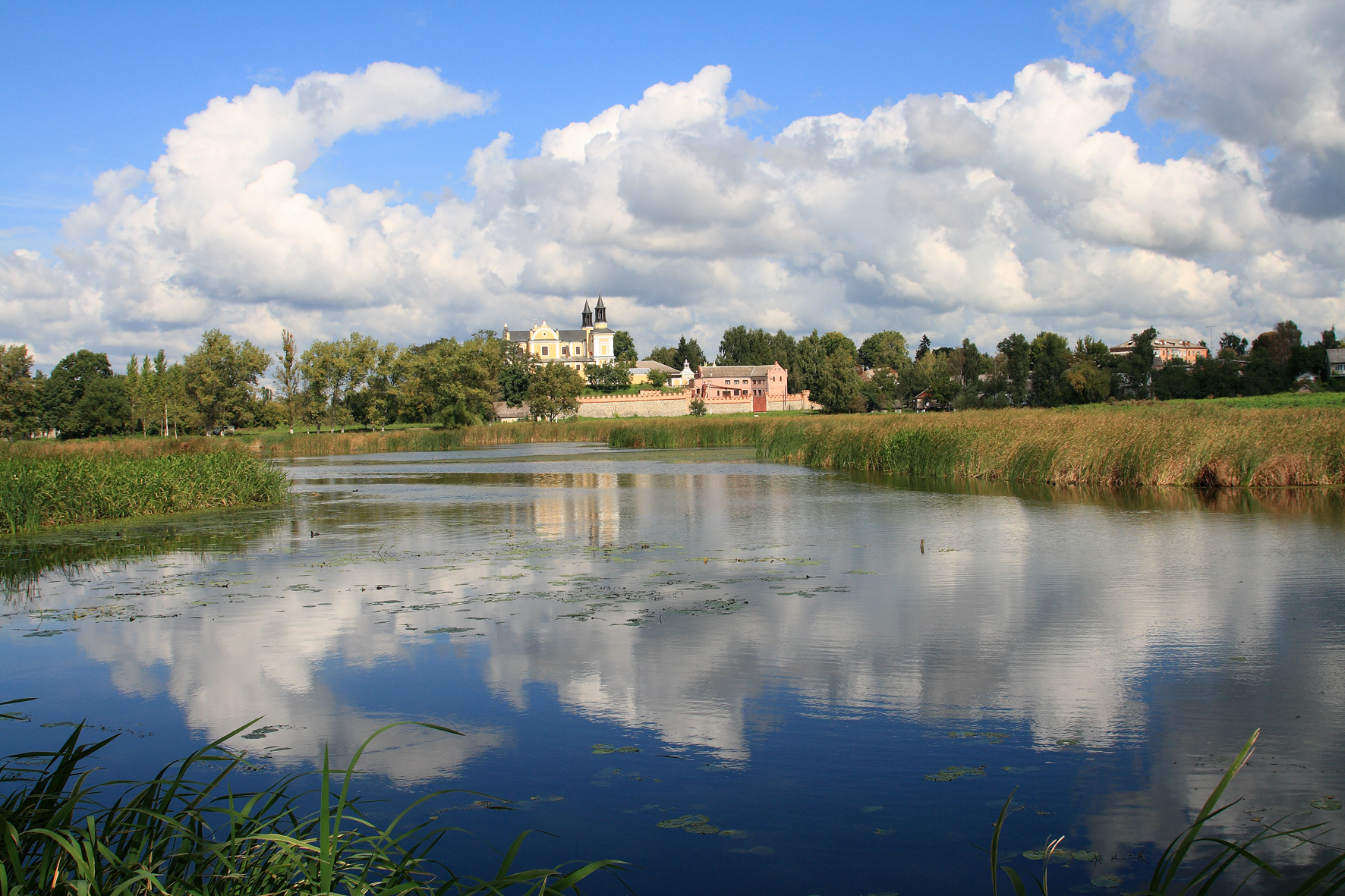
Хомора в Полонному, поблизу костелу св. Анни та руїн фортеці.

«Град Полонний в лузі Хоморськім» — так описували розташування міста в літописах. В «лузі Хоморськім» у 1234 році Данило Галицький наздогнав і розбив військо белзького князя Олександра. «Данило, довідавшись [про це], вийшов на нього з Галича, догнав його в [городі] Полоному, і схопили його в лузі Хоморському.»- відмічає «Літопис руський». Інша згадка того ж літопису: «У рік 6743 [1235]. У той же час прийшли галичани на Каменець і всі болохівські князі з ними. І спустошили вони по [річку] Хомору, і пішли до Каменця» Фактично по Хоморі у XIII ст. пролягало порубіжжя Галицько-Волинського князівства та Болохівської землі. Полонне та Микулин були порубіжними містами Галицько-Волинського князівства на Хоморі. А Микола Гоголь в повісті «Тарас Бульба» так пише про козацько-польські бої на Хоморі:
|  | …перетопив він у невеликій річці найкращу частину війська свого, як облягли його в невеличкім містечку Полоннім грізні козацькі полки… |

 Тут же, в містечку Лабуні, в 1596 році півтора місяця знаходився з своїми козаками Северин Наливайко, користуючись підтримкою місцевого населення.

В часи Визвольної війни українського народу під проводом Богдана Хмельницького в містах Похомор'я були створені козацькі сотні, зокрема Полонська, Лабунська, Грицівська та Сульжинецька, які входили до Волинського козачого полку. У 1648, 1649, 1651, 1653 та 1657 роках поляки та українці вели жорстокі бої за панування в Похомор'ї, «нічийній» території між Случчю та Горинню.

Улітку 1919 тут сталися бої між армією УНР і більшовиками, внаслідок яких Новолабунь і Полонне були визволені Українськими Січовими Стрільцями.
З 14 квітня 2016 р. у Житомирській області оголошено надзвичайний стан техногенного характеру місцевого значення у зв'язку з забрудненням річок Случ та Хомора. Вода у річці має сіро-зелене забарвлення та стійкий затхлий запах, у воді знаходиться невідома речовина, яка осідає на водоростях та на дні річки, також на березі річки Случ зафіксовано велике скупчення мертвої риби та раків. У річці заборонено купатись, рибалити та використовувати воду навіть для технічних потреб. Місцева прокуратура проводить розслідування за фактами забруднення річок.

## Туристичне Похомор'я
Цікавий пішохідний чи водний маршрут доцільно почати в Грицеві, далі вниз за течією річки до Лабуня, колишнього містечка з багатою історією та околицями, наче створеними для бівуаків. Далі через Березну до Новоселиці, де річка проходить через Великоновоселицький парк, пам'ятку природи державного значення. Завершити похід найкраще в Полонському парку поблизу автостанції або біля костелу Святої Анни в старій частині міста. При бажанні маршрут водної подорожі можна продовжити через Понінку до місця впадіння Хомори в Случ, поблизу Порцелянового на Житомирщині.

## Перекази та легенди
За твердженням краєзнавців, назва «Хомора» бере свій початок з легенди про злого полянського духа «Хо», який морив (топив) людей. Припускається, що від слів «Хо» і «мор» пішла назва річки[джерело?].
До нинішнього часу відомий переказ про церкву, яка в одному з сіл перейшла річку. Насправді відбулася зміна річкою свого річища і церква опинилася на протилежному березі.
Інший переказ розповідає про красуню Іоганну Тушинську з Полонного. Дівчина була напівсиротою з бідної сім'ї. Її коханий, офіцер-кавалерист, дворянин Петро Білокопитов хотів одружитись з Йоганною, але батьки його були проти. Батько Петра відізвав сина у Звягель, де служив сам, а мати Йоганни влаштувала заручини доньки-красуні з іншим хлопцем. Щоб ніколи не розлучатися з своїм коханим Петром, дівчина обійняла його своєю довгою косою й так, обійнявшись, кинулись удвох у хвилі Хомори. Було це 9 липня 1849 року. На березі річки і досі стоїть чотиригранний пам'ятник двом закоханим. У 1883 році пам'ятник відвідала Леся Українка під час гостювання в Полонному у свого дядька Г. А. Косача.